# Martin Beheim
Ne doit pas être confondu avec Martin Behaim.
Martin Beheim, baptisé le 31 juillet 1572 à Nuremberg et inhumé le 18 février 1623, est un peintre allemand.

## Biographie
Martin Beheim est baptisé le 31 juillet 1572 à Nuremberg.
Il est le fils du peintre Hieronymus Beheim le Jeune (1538-1583) et de sa femme Anna (née Bock, * 1541). Lui-même a été marié deux fois, d'abord avec Magdalena (née Rinckauer, ca. 1572-1596), avec laquelle il a eu deux fils, qui sont cependant morts, puis avec Catharina (née Kautz, 1574-1632), ce mariage est resté sans enfant. Depuis la mort de son père, alors que Beheim est encore un enfant, Alexius Lindner devient son tuteur. Dans les années 1599 à 1603, il est à la tête de la guilde des peintres de Nuremberg. En tant qu'enseignant, il jouit d'une bonne réputation et, depuis 1594, Jobst Harrich, Jakob Stretz, Lienhard Brandmüller, Lienhard Pantzer, Hans Ammon, Adam Leibinger, Simon Zeiß et Hans Hieronymus Kohl sont ses apprentis. À partir de 1612 environ, il vit dans l'ancienne chartreuse, où se trouvait Johann Weber, le beau-père de sa femme Kastner. Après sa mort en 1615, Beheim prend en charge ce bureau et le service des aumônes. Sa femme épouse le peintre Jacob Martin le 24 septembre 1623 après sa mort.
On ne sait rien de son travail. 
Il forme des artistes talentueux comme Jacob Stretz, Jobst Harrich, Lienhard Brandmüller, Lienhard Pantzer, Hans Ammon et Adam Leibinger.